# 무사시우라와역
무사시우라와역(일본어: 武蔵浦和駅, むさしうらわえき)은 일본 사이타마현 사이타마시 미나미구에 있는 철도역이다.

## 타는 곳
| 1 | 무사시노 선 | 미나미우라와・신마쓰도・니시후나바시 게이요 선에 직결 운행 도쿄 (쾌속)・가이힌마쿠하리 방면                                                               |
| 2 | 무사시노 선 | 니시우라와・니시코쿠분지・후추혼마치 방면 |
| 3 | 사이쿄 선   | 아카바네・이케부쿠로・신주쿠・시부야・오사키 린카이 선에 직결 운행 도쿄 텔레포트・신키바 소테쓰 선에 직결 운행 에비나 방면                                |
| 4 | 사이쿄 선   | 아카바네・이케부쿠로・신주쿠・시부야・오사키 린카이 선에 직결 운행 도쿄 텔레포트・신키바 방면 소테쓰 선에 직결 운행 에비나 방면(대피・일부 당역출발 열차) |
| 5 | 사이쿄 선   | 오미야・가와고에 방면(대피) |
| 5 | 사이쿄 선   | 아카바네・이케부쿠로・신주쿠・시부야・오사키 린카이 선에 직결 운행 도쿄 텔레포트・신키바 방면 소테쓰 선에 직결 운행 에비나 방면(일부 당역출발 열차)       |
| 6 | 사이쿄 선   | 오미야・가와고에 방면 |

## 역세권 정보
- 국도 17호선
- 롯데 우라와 구장
- 미나미 구청
- 야쿠르트 도다 구장

## 역사
- 1985년 9월 30일: 영업 개시.

## 사진

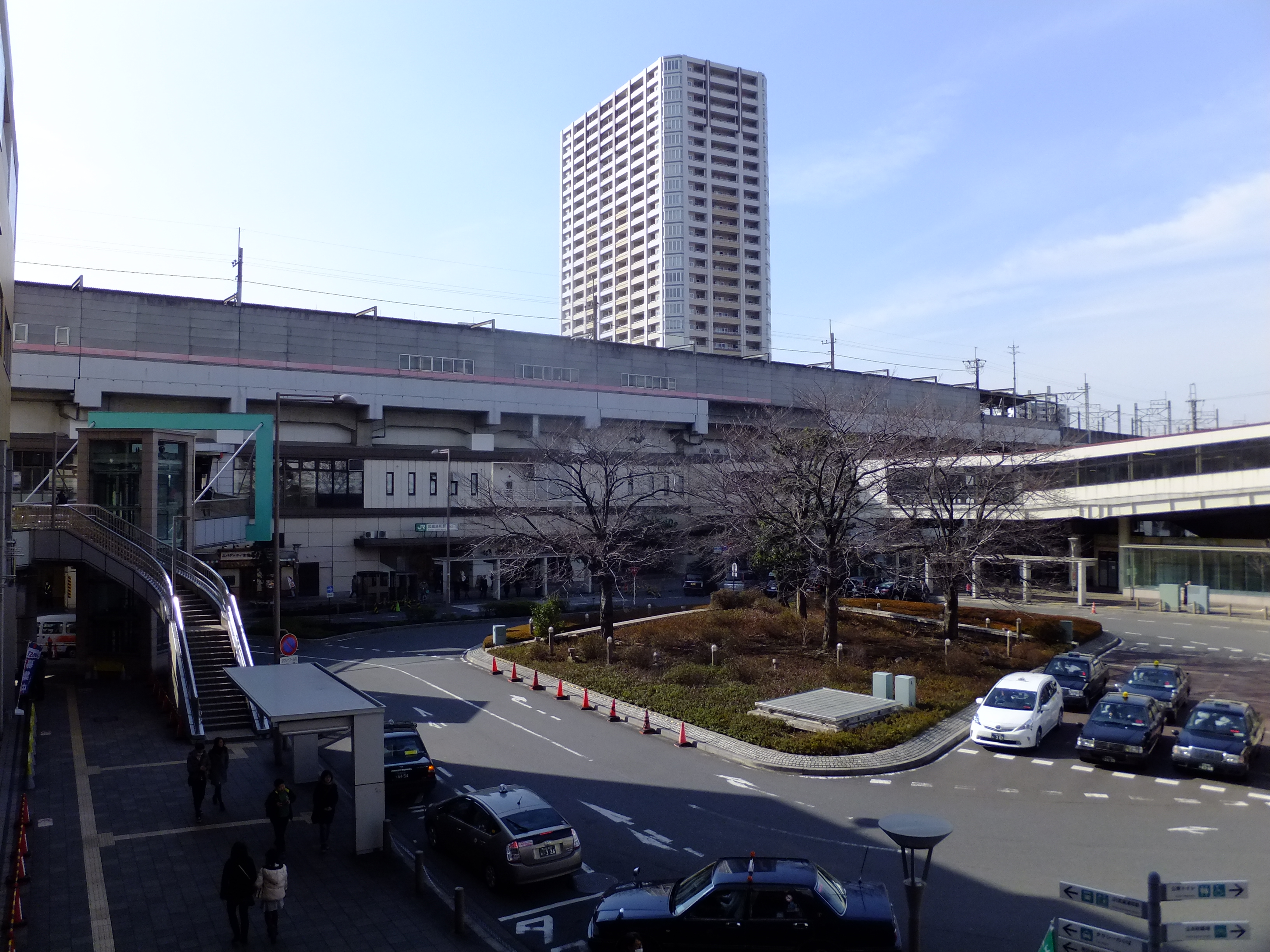
무사시우라와역 동쪽 출구
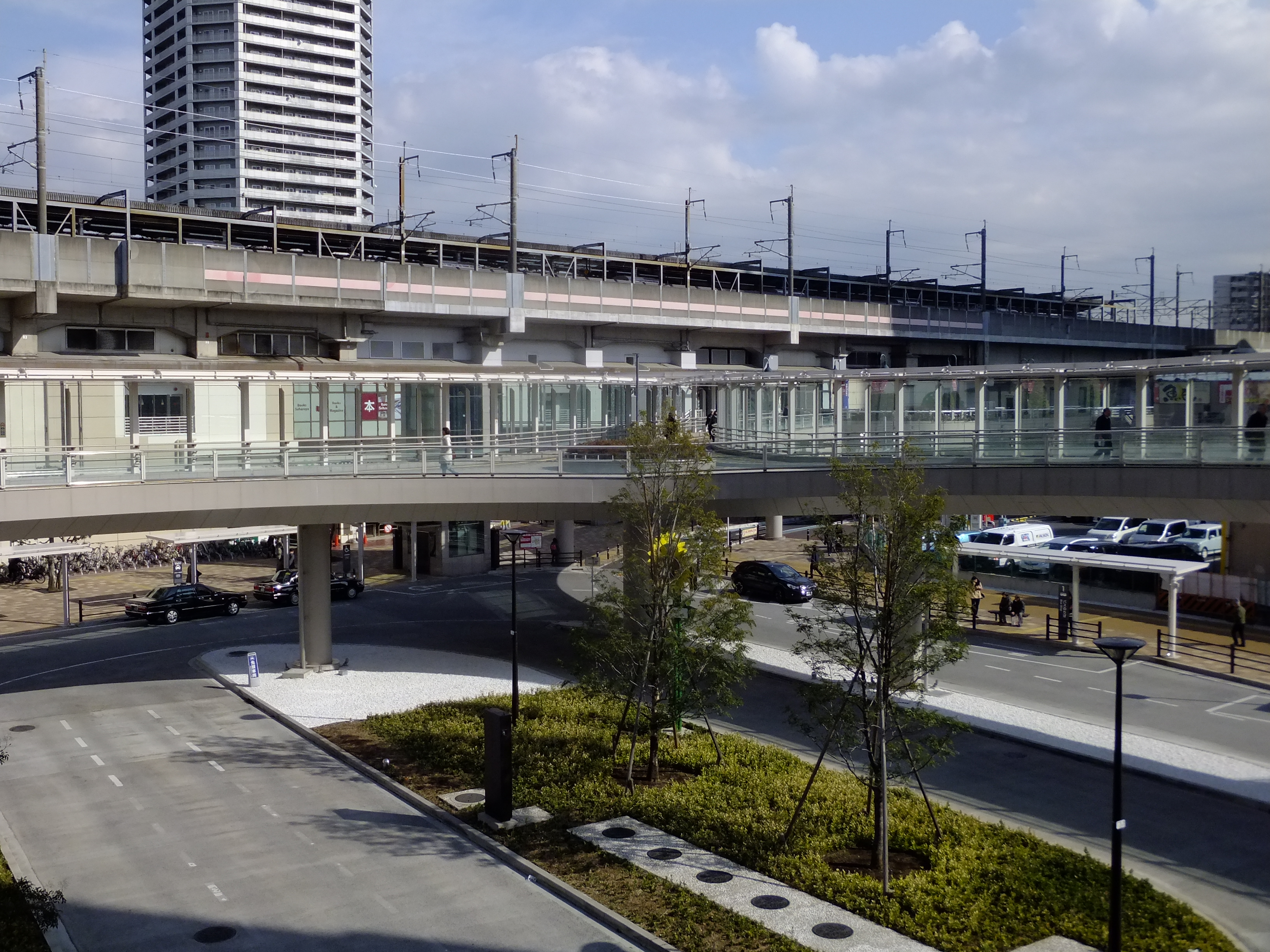
무사시우라와역 서쪽 출구

## 인접역
| 동일본 여객철도 도호쿠 본선 별선 | 동일본 여객철도 도호쿠 본선 별선 | 동일본 여객철도 도호쿠 본선 별선 |
| -------------------------------- | -------------------------------- | -------------------------------- |
| 아카바네 오사키 방면             | ■ 사이쿄 선 통근쾌속             | 오미야 방면                      |
| 도다 공원 오사키 방면            | ■ 사이쿄 선 쾌속                 | 나카우라와 오미야 방면           |
| 기타토다 오사키 방면             | ■ 사이쿄 선 각역정차             | 나카우라와 오미야 방면           |
| 동일본 여객철도 무사시노 선      |                                  |                                  |
| 니시우라와 후추혼마치 방면       | ■ 무사시노 선                    | 미나미우라와 니시후나바시 방면   |